# Ada den Haan
Adelaïde Henriette "Ada" den Haan, née le 14 mai 1941 à Eindhoven et morte le 17 mars 2023 à Uden, est une nageuse néerlandaise. 

## Palmarès

### Championnats d'Europe
- Championnats d'Europe 1958 à Budapest
  -  Médaille d'or du 200 mètres brasse
  -  Médaille d'or du 4 × 100 mètres quatre nages